# Teodoro di Canterbury
Teodoro di Canterbury, noto anche come Teodoro di Tarso  (Tarso, 602 – Canterbury, 19 settembre 690), fu l'ottavo vescovo di Canterbury; è venerato come santo dalla Chiesa cattolica, da quella ortodossa e da quella anglicana.
Divenne famoso per la sua riforma della Chiesa inglese e per aver fondato una scuola a Canterbury.

## Biografia
La vita di Teodoro può essere divisa in due parti: la prima, quella antecedente il suo arrivo in Inghilterra come arcivescovo di Canterbury e la seconda, quella relativa al suo episcopato. Fino a poco tempo fa gli studi su Teodoro sono stati focalizzati solo sul secondo periodo, dato che questo è descritto nella Storia ecclesiastica dell'Inghilterra e anche nella Vita Sancti Wilfrithi di Stefano di Ripon, mentre nessuna fonte diretta parla delle attività precedenti di Teodoro. Michael Lapidge e Bernard Bischoff hanno ricostruito la prima parte della sua vita basandosi su studi effettuati sui libri scritti dalla sua Scuola di Canterbury.

### In Asia Minore
Teodoro nacque a Tarso in Cilicia, una diocesi di lingua greca dell'Impero bizantino.
Nella sua infanzia sperimentò le devastanti guerre fra l'Impero dei Sassanidi e quello bizantino, che determinarono la conquista di Antiochia, Damasco e Gerusalemme da parte dei primi, nel biennio 613-614. Tarso fu catturata dalle forze persiane quando egli doveva avere 11 o 12 anni. Ci sono prove che Teodoro conosceva la cultura persiana. È molto probabile che egli abbia studiato ad Antiochia, sede storica di una scuola di esegesi della quale egli fu un proponente. Teodoro aveva anche familiarità con la cultura, la lingua e la letteratura siriana e deve essere stato a Edessa. Sebbene fosse possibile per un greco vivere con le leggi persiane, le conquiste da parte degli arabi, compresa quella di Tarso, avvenuta nel 637, certamente condusse Teodoro via dalla sua città natale. Se non ne era fuggito prima, a quell'epoca egli doveva avere 35 anni di età. In seguito egli studiò nella capitale bizantina di Costantinopoli, avendo come oggetto di studio, fra gli altri, astronomia, astrologia, medicina, diritto romano, retorica e filosofia greche.
In qualche momento prima del 660 Teodoro venne in occidente, a Roma, ove visse presso una comunità di monaci orientali, probabilmente presso il monastero di Santa Anastasia. Egli quindi, oltre alla sua profonda conoscenza della cultura greca, divenne esperto anche in letteratura latina, sia sacra sia profana. Il Sinodo di Whitby (664) confermò la decisione della Chiesa Anglo-Sassone di seguire Roma e nel 667, allorché Teodoro aveva 66 anni, la sede vescovile di Canterbury divenne vacante, ma il vescovo designato Wighard, morì improvvisamente. Wighard era stato inviato a Roma da papa Vitaliano da Ecgberht, re del Kent, e da Oswiu, re di Northumbria, per essere consacrato arcivescovo. A causa del suo decesso, fu scelto Teodoro, dietro raccomandazione di Adriano (successivamente abate di San Pietro in Canterbury). Teodoro fu consacrato vescovo in Roma il 26 marzo 668, e partì per l'Inghilterra ove giunse con Adriano il 27 maggio 669.

### Arcivescovo di Canterbury
Teodoro condusse un'indagine sulla Chiesa inglese, insediò numerosi vescovi nella sedi che erano ancora vacanti da tempo, e convocò il Sinodo di Hertford per realizzare riforme riguardo alla data di celebrazione della Pasqua, l'autorità dei vescovi, i monaci itineranti, la regolarità di convocazione dei successivi sinodi, il matrimonio con il divieto di consanguineità e altri temi. Egli propose anche la suddivisione delle grandi diocesi di Northumbria in diocesi meno estese, una politica che lo portò in conflitto con il vescovo Wilfrido, che lui stesso aveva insediato nella diocesi di York. Teodoro depose ed espulse Wilfrido nel 678, scomponendone poi la diocesi. Il suo conflitto con Wilfrid non fu composto fino al 686–687.
Nel 679 Aelfwine, fratello del re Ecgfrith di Northumbria, rimase ucciso nella battaglia contro i Merciani. L'intervento di Teodoro scongiurò l'escalation della guerra, conducendo alla pace i due regni, con il re Æthelred di Mercia che pagò un guidrigildo di compensazione per la morte di Aelfwine.

### La scuola di Canterbury
Teodoro e Adriano istituirono una scuola a Cantebury che determinò una specie di "età d'oro" del sistema educativo anglo-sassone.
Essi attrassero un gran numero di studenti nelle cui menti versavano l'acqua della conoscenza completa giorno per giorno. Oltre a insegnare loro le sacre scritture, essi li istruivano nella poesia, nell'astronomia e nel calcolo del calendario della Chiesa… Non vi furono mai tempi così felici da quando gl'inglesi si sistemarono in Britannia.
Teodoro insegnò anche musica sacra, introdusse numerosi testi, la conoscenza dei santi orientali e potrebbe essere stato anche colui che introdusse le Litanie dei Santi, una grande innovazione liturgica, in Occidente. Parte del suo pensiero è riscontrabile nei Biblical Commentaries, note compilate dagli studenti della Scuola di Canterbury.
Di enorme interesse è il testo, recentemente attribuitogli, denominato Laterculus Malalianus. Trascurato per tanti anni, esso fu riscoperto negli anni novanta e si è mostrato ricco di elementi che riflettono la formazione trans-Mediterranea di Teodoro.
Molti allievi della Scuola di Cantebury divennero abati benedettini nel sud dell'Inghilterra, diffondendo la fama di Teodoro.
Teodoro convocò altri sinodi, nel settembre del 680 a Hatfield, che confermò l'ortodossia inglese nella controversia monotelita, e verso il 684 at Twyford, presso Alnwick, in Northumbria. Infine, un penitenziale composto sotto la sua direzione è ancora utilizzato.
Teodoro morì alla veneranda età di 88 anni, avendo retto l'arcidiocesi per ventidue anni e fu sepolto nella chiesa di San Pietro a Canterbury.
San Villibrordo trovò la sede vacante e non poté essere consacrato vescovo in Inghilterra, prima di trasferirsi nella sede di Colonia dalla quale evangelizzò la Germania. Il 1º luglio 692 fu eletto suo successore Bertoaldo, che Godrino aveva consacrato vescovo in Francia.

## Culto

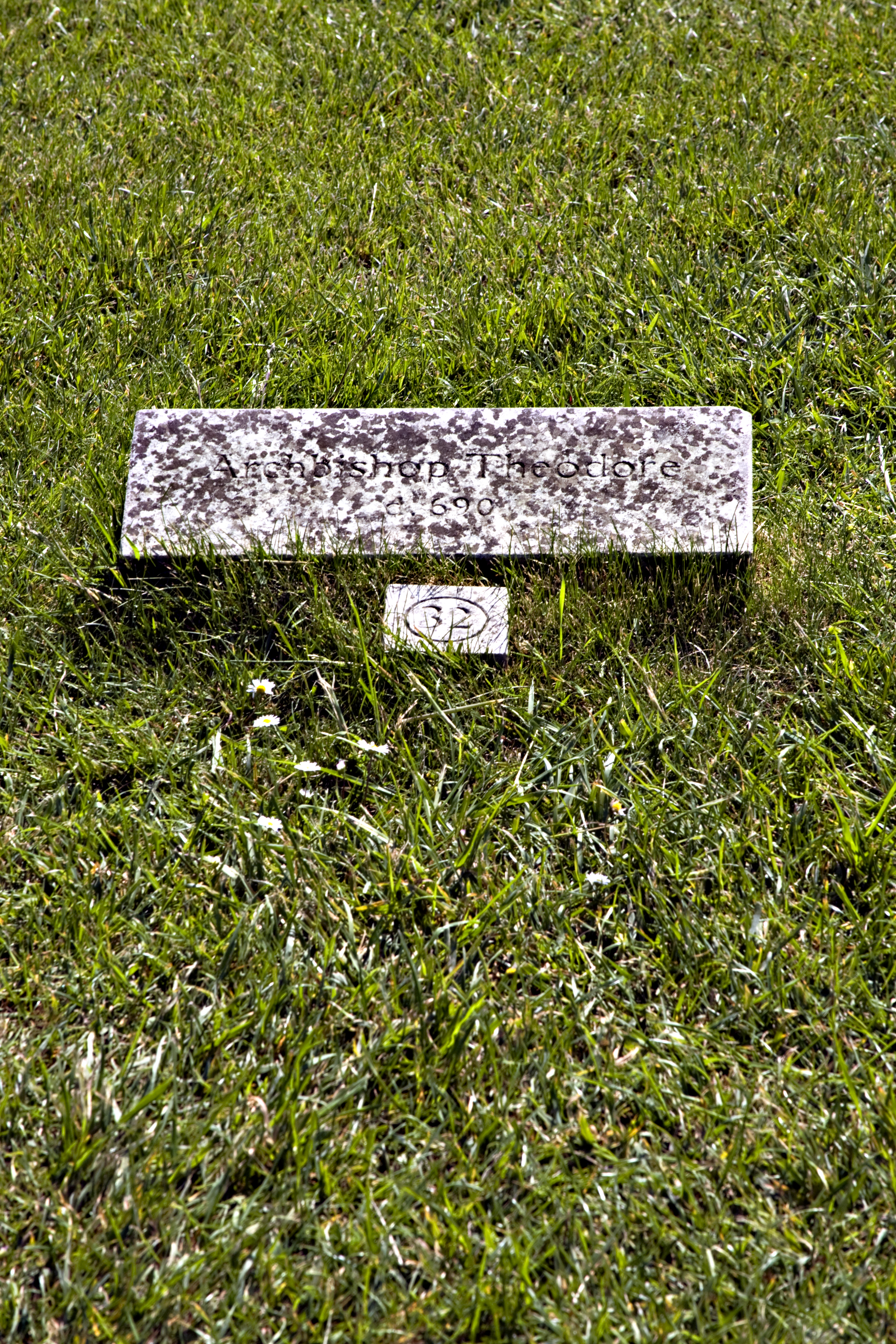
Tomba di San Teodoro nell'Abbazia di Sant'Agostino a Canterbury

Teodoro è ricordato come santo il 19 settembre dalla Chiesa anglicana, dalla Chiesa episcopale degli Stati Uniti d'America e dalla Chiesa ortodossa. Anche la Chiesa cattolica lo ricorda nel medesimo giorno nel suo Martirologio Romano. Canterbury lo festeggia anche il 26 marzo giorno della sua consacrazione.

## Genealogia episcopale e successione apostolica
La genealogia episcopale è:
- Papa Vitaliano
- Arcivescovo Teodoro di Canterbury

La successione apostolica è:
- Vescovo Bifus di Dunwich (669)
- Vescovo Putta (669)
- Vescovo Leutherius di Winchester (670)
- Vescovo Winfrith di Lichfield (672)
- Vescovo Beaduwine di Elmham (673)
- Vescovo Acca di Dunwich (673)
- Vescovo Earconvaldo di Londra (675)
- Vescovo Seaxwulf di Lichfield (675)
- Vescovo Cwichhelm (676)
- Vescovo Edda di Winchester (676)
- Vescovo Gebmund di Rochester (678)
- Vescovo Bosa di York (678)
- Vescovo Eadhed di Lindsey (678)
- Vescovo Eata di Hexham (678)
- Vescovo Bosel di Worcester (680)
- Vescovo Cuthwine di Leicester (680)
- Vescovo Aethelwine di Lindsey (680)
- Vescovo Trumwine di Abercorn (681)
- Vescovo Tunberct di Hexham (681)
- Vescovo Cutberto di Lindisfarne (685)
- Vescovo Giovanni di Beverley (687)